# Seznam ředitelů Národního bezpečnostního úřadu
Seznam ředitelů Národního bezpečnostního úřadu je přehled ředitelů Národního bezpečnostního úřadu (NBÚ).

## Ředitel
Ředitelé NBÚ:
- Pavel Kolář (? – čtvrtek 23. července 1998[3])
- Tomáš Kadlec (sobota 1. srpna 1998 – čtvrtek 15. května 2003) – rezignaci oznámil písemně premiéru Vladimíru Špidlovi (12. července 2002 – 4. srpna 2004; ČSSD) ve čtvrtek 15. května 2003, den po něm rezignoval také ředitel Bezpečnostní informační služby (BIS) Jiří Růžek, kterého ihned nahradil jeho náměstek Jiří Lang – od 1. února 2017 sám ředitel NBÚ; pod vedením Tomáše Kadlece NBÚ vydával osvědčení pro práci s přísně utajovanými informacemi i bývalým agentům StB; prozatímní vedení převzal Jan Mareš, jediný Kadlecův náměstek; sociální demokraté s podporou Stanislava Grosse Tomáše Kadlece po jeho rezignaci pověřili vedením strategické státní společnosti Čepro, za které mu později soud vyměřil sedm let vězení (trest odnětí svobody) a půlmilionový peněžitý trest[pozn. 3][4][5][6][7][8]
- Jan Mareš (pátek 28. května 2003 – středa 8. února 2006) – do NBÚ nastoupil jako řadový právník v roce 2000, od února 2001 byl vedoucím právního odboru a 15. května 2004 byl jmenován prvním náměstkem NBÚ; 28. května 2004 jej premiér Vladimír Špidla pověřil řízením NBÚ,[pozn. 4] řádným ředitelem byl jmenován k sobotě 13. listopadu 2004 a rezignoval ve středu 9. února 2006 pro pochybné kontakty s podsvětím – gangem konkurzního soudce Jiřího Berky,[8][9][10][11][12]
- Zdeňka Jůzlová (čtvrtek 9. února 2006 – středa 26. dubna 2006) – náměstkyně NBÚ byla pověřena vedením úřadu od rezignace Jana Mareše do výběru nástupce[9][10][13]
- plk. Petr Hostek (čtvrtek 27. dubna 2006 – středa 27. září 2006) – odstoupil na vlastní žádost; předtím byl od roku 1999 zástupcem vedoucího středočeské policie (Krajského ředitelství policie Středočeského kraje) – naposledy byl náměstkem pro krizové řízení; jmenoval jej premiér Jiří Paroubek (ČSSD); mezi prvními personálními změnami bylo odvolání dvou vysokých představitelů NBÚ – náměstka ředitele Stanislava Frantela a šéfky odboru personální bezpečnosti Wandy Lukešové, která se za vedení úřadu Tomášem Kadlecem starala o prověrky soukromých firem; později, od roku 2013, byl Petr Hostek ředitelem Nemocnice Rudolfa a Stefanie Benešov s programem pro válečné veterány[6][8][13][14][15][16][17]
- Dušan Navrátil (čtvrtek 28. září 2006 – úterý 31. ledna 2017) – o jmenování rozhodla v září 2006 první vláda Mirka Topolánka (4. září 2006 – 9. ledna 2007, od 11. října v demisi; ODS) po projednání nominace ve sněmovním branném výboru; Dušan Navrátil se zasadil o rozvoj činnosti NBÚ v oblasti kybernetické bezpečnosti a od února 2017 pokračoval jako vládní zmocněnec pro kybernetickou bezpečnost, aby založil Národní úřad pro kybernetickou a informační bezpečnost (NÚKIB) vyčleněním z NBÚ a od úterý 1. srpna 2017 do pondělí 16. prosince 2019 NÚKIB vedl;[18][19][20][21][22] [23] dříve, v letech 1998–1999, byl v NBÚ náměstkem ředitele pro ekonomiku[24] a od října 1999 byl asistentem a poté, až do nástupu do funkce ředitele NBÚ, byl náměstkem ředitele BIS[17][25]
- genmjr. Bc. Jiří Lang (středa 1. února 2017 – úterý 30. dubna 2024) – byl pověřen vedením agendy vydávání bezpečnostních prověrek; jmenování schválila vláda premiéra Bohuslava Sobotky (29. leden 2014 – 13. prosinec 2017) v pondělí 19. prosince 2016, na svém posledním jednání v roce; předtím, až do své písemné žádosti o odvolání z funkce a odchodu ze služby adresované premiéru Bohuslavu Sobotkovi (ČSSD) v červenci 2016, vedl Bezpečnostní informační službu (BIS); v říjnu 2015 byl povýšen z brigádního generála do hodnosti generálmajora[18][20][23][26]
- Jan Čuřín (od středy 1. května 2024)[27][28]

## Podřízení (výběr)

### Bezpečnostní ředitel
Bezpečnostní ředitelé NBÚ:
- Martin Hejl (1998 – 2001) – rezignoval v červnu 2001; byl jedním z nejvlivnějších lidí na NBÚ; spolu s ředitelem NBÚ Tomášem Kadlecem byl podezříván ze zneužití pravomoci veřejného činitele; BIS jej podezřívala ze styků s podnikateli napojenými na organizovaný zločin a tím se měl stát bezpečnostním rizikem pro stát – od poloviny devadesátých let se stýkal zavražděným bossem českého podsvětí Františkem Mrázkem a telefonovat si měli ještě 25. ledna 2006, v den zastřelení nájemným vrahem v Praze, oficiálně to však nikdo komentovat nechtěl; v květnu 2008 jej NBÚ označil za „osobu vyvíjející činnost proti zájmům České republiky“[31][32][33]
- Ing. Jaromír Kadlec, CSc. – také mluvčí úřadu a náměstek ředitele Sekce kancelář ředitele Úřadu[34][35]

### Vedoucí právního odboru
Vedoucí právního odboru:
- Jan Mareš (únor 2001 – 15. květen 2004) – od listopadu 2004 ředitel NBÚ[11]

### Sekční šéf
Sekční šéfové:
- Vladimír Šíša – měl za úplatky slíbit zajistit informace o vyšetřování korupce a finanční kriminality a ovlivňování osob, zejména policistů z protikorupční policie, kteří kauzu zmanipulovaných konkurzů vyšetřovali. Údajně měl některé služby splnit – například prý umožnit vstup nepovolaným osobám do NBÚ a ty pak na místě ovlivňovat a zastrašovat. V únoru 2006 se poslanci usnesli, že by k případu Šíša nedošlo, kdyby policie konala jak měla – určité informace měla již v roce 2004; v dubnu 2010 Vladimíra Šíšu Krajský soud obžaloby zprostil, verdikt soudu byl, že nepracoval v tajné sekci NBÚ a tedy k žádným tajným informacím nedopomohl[pozn. 5][36][37]